# FSFAB Cadre-45/2-Weltmeisterschaft 1911/1

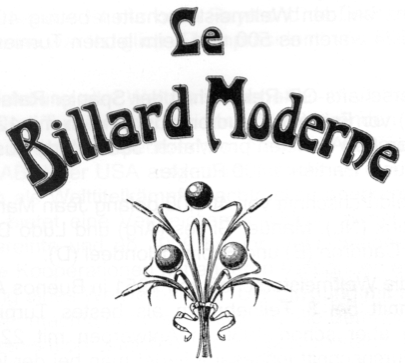
Emblem der FSFAB

Die FSFAB Weltmeisterschaften im Cadre 35/2 und 45/2 1911/1 war die 7. Cadre 45/2 Weltmeisterschaft der Amateure der FSFAB. Das Turnier fand vom 7. bis 16. Februar 1911 in New York City statt. Parallel zu denen der FSFAB wurden auch Weltmeisterschaften der Fédération Française de Billard (FFB) ausgetragen.

## Geschichte
Das Turnier wurde auf dem Matchbillard mit 45 cm Abstrich der Cadrefelder ausgetragen. Nach Beendigung des Hauptturniers lagen Conklin und Poggenburg mit 8:2 Punkten punktgleich in der Tabellenspitze. Es wurde eine Stichpartie um den Titel ausgetragen. Hier gewann Conklin mit 400:294 in 37 Aufnahmen. Gardener und Poensgen lagen mit 6:4 Punkten auf Platz drei und vier. Auch hier gab es eine Stichpartie um Platz drei. Diese gewann Gardner mit 400:376 in 42 Aufnahmen. Poensgen hatte wie in Amerika üblich keinen Nachstoß und spielte 41 Aufnahmen.

## Turniermodus
Das ganze Turnier wurde im Round Robin System bis 400 Punkte gespielt.
1. MP = Matchpunkte
2. GD = Generaldurchschnitt
3. HS = Höchstserie

## Platzierungsspiele
| Platz | Name    | MP  | Punkte | Aufn. | ED    | HS | Platz | Name       | MP  | Punkte | Aufn. | ED   | HS |
| ----- | ------- | --- | ------ | ----- | ----- | -- | ----- | ---------- | --- | ------ | ----- | ---- | -- |
| 1     | Conklin | 2:0 | 400    | 37    | 10,81 | 74 | 2     | Poggenburg | 0:2 | 294    | 37    | 7,94 | 41 |
| Platz | Name    | MP  | Punkte | Aufn. | ED    | HS | Platz | Name       | MP  | Punkte | Aufn. | ED   | HS |
| 3     | Gardner | 2:0 | 400    | 42    | 9,52  | 68 | 4     | Poensgen   | 0:2 | 376    | 41    | 9,17 | 52 |

## Abschlusstabelle
| Platz | Name                      | MP   | GD    | BED   | HS  |
| ----- | ------------------------- | ---- | ----- | ----- | --- |
| 1     | Charles Frederick Conklin | 10:2 | 12,01 | 16,00 | 95  |
| 2     | J. Ferdinand Poggenburg   | 8:4  | 9,75  | 16,66 | 105 |
| 3     | Edward Gardner            | 8:4  | 9,97  | 13,33 | 68  |
| 4     | Albert Poensgen           | 6:6  | 9,16  | 12,50 | 95  |
| 5     | Leonidas L. Mial          | 2:8  | 8,50  | 13,33 | 82  |
| 6     | Joseph Mayer              | 0:10 | 9,94  | –     | 74  |